# الأزمة السياسية البلجيكية (2007 - 2011)
كانت الأزمة السياسية البلجيكية 2007-2011 فترة من العلاقات المجتمعية المتوترة وعدم الاستقرار السياسي في بلجيكا، والتي كانت متجذرة في الآراء المختلفة حول إصلاح الدولة، وفي استمرار وجود الدائرة الانتخابية المثيرة للجدل في بروكسل هالي فيلفوردي (BHV). الأطراف هم من الناطقيين بالهولندية منالمجتمع الفلمنكي هي فضلو بشكل عام لصالح تداول السلطات للمجتمعات والمناطق في حين فضل الناطقين بالفرنسية من الجالية الفرنسية في بلجيكا بشكل عام لصالح الإبقاء على الوضع الراهن. بعد انتخابات عام 2010، تمت إضافة مواضيع الدين العام وخفض العجز والإصلاح الاجتماعي والاقتصادي إلى النقاش، مع تأييد معظم الأحزاب الفلمنكية لإيجاد المال عن طريق خفض الإنفاق بشدة، في حين تضمنت المقترحات التي تدعمها معظم الأحزاب الناطقة بالفرنسية أيضًا زيادة كبيرة في الضرائب. انتهت الأزمة في ديسمبر 2011 مع تنصيب حكومة اتحادية جديدة وافقت على تقسيم بروكسل هالي فيلفوردي وعلى سياسات تهدف إلى معالجة الأزمة الاقتصادية. لعب الانقسام اللغوي المستمر في البلاد دوراً كبيراً في الأزمة. عدة مرات خلال فترة بلجيكا وهدد بالتقسيم وسط تصاعد النزعة الانفصالية الفلمنكية.
تمثل بلجيكا نموذجاً لتداعيات الانقسامات المناطقية والقومية المعقدة على تماسك الحكومات وقدرتها على صياغة السياسات العامة، حيث أن الحكومة الفيدرالية تعاني من ضعف اختصاصاتها وقدراتها التنفيذية في مواجهة حكومات الأقاليم والمقاطعات فضلا عن وجود أربعة حكومات إقليمية جمعيها تتكون من ائتلافات حزبية متداخلة هي حكومة الإقليم الفلمنكي الخاص بالناطقين بالهولندية وحكومة الإقليم الفرنسي وحكومة بروكسل العاصمة وحكومة الإقليم الناطق بالألمانية ولكل منها اختصاصات وصلاحيات تشريعية وتنفيذية وأجهزة أمنية، وهو ما أدي لشيوع أزمات تشكيل الحكومات الائتلافية في بلجيكا والتي كان من أبرزها الأزمة الممتدة بين عامي 2007 و2011. اندلعت الأزمة في صيف عام 2007، في أعقاب الانتصار الانتخابي لتحالف الديمقراطيين المسيحيين الفلمنديين والتحالف الفلمنكي الجديد، الذين دعموا إصلاح الدولة على نطاق واسع والانقسام الفوري لبروكسل هالي فيلفوردي. بعد 194 يومًا من المفاوضات الساخنة، نجحت الأحزاب أخيرًا في تشكيل حكومة جديدة. في ديسمبر 2008، اندلعت أزمة أخرى تتعلق بقضية فورتيس، مما أدى إلى زعزعة استقرار البلد مرة أخرى مما أدى إلى استقالة رئيس الوزراء البلجيكي إيف ليتيرمي. جلبت الحكومة الجديدة بقيادة هيرمان فان رومبوي فترة وجيزة من الاستقرار الهش، لكنها انتهت عندما غادر فان رومبوي مكتبه ليصبح أول رئيس لولاية كاملة للمجلس الأوروبي. سقطت حكومة Leterme II المتعاقبة في أبريل 2010 بسبب عدم إحراز تقدم في حل مشكلة بروكسل هالي فيلفوردي.
تم إجراء انتخابات جديدة في يونيو 2010، حيث فاز التحالف الانفصالي والمحافظ  بتحالف ساحق في فلاندرز، بينما فاز الحزب الاشتراكي المؤيد للوحدة بالانتخابات في بلجيكا الناطقة بالفرنسية. نظرًا للاختلافات الرئيسية بين الحزبين الفائزين على مستوى المجتمع والمستوى الاجتماعي والاقتصادي، استغرقت المفاوضات والتشكيلات الحكومية 541 يومًا، محطمة بذلك الرقم القياسي لتشكيل الحكومة العالمية البالغ 249 يومًا، الذي حصل عيه العراق سابقًا في عام 2010  وكذلك الرقم القياسي الذي سجله لبنان في عشرة أشهر في عام 2014. في 13 سبتمبر 2011، تم الإبلاغ عن أن Leterme يهدف إلى تولي وظيفة جديدة كنائب الأمين العام لمنظمة التعاون الاقتصادي والتنمية في عام 2012، على الرغم من أنه يبدو أنه من غير المرجح في ذلك الوقت أنه سيترك هذا المنصب كرئيس للحكومة المؤقتة قبل نهاية العام. ومع ذلك، أقسمت حكومة جديدة اليمين الدستورية في 6 ديسمبر 2011 برئاسة إليو دي روبو.

## الانتخابات الفيدرالية لعام 2007 وما بعدها

### الانتخابات الفيدرالية
من بين الأحزاب الفلمنكية، حصل تحالف المسيحيين المسيحيين والفلمنديين (CD&V) والتحالف الفلمنكي الجديد (N-VA) على نصيب متزايد من الأصوات في الانتخابات السابقة التي أجريت في عام 2003. رأس قائمة CD & V / N-VA إيف إيفيرمي، وأصبح أكبر تشكيل سياسي في بلجيكا، مما أدى إلى محادثات ائتلافية لتشكيل حكومة جديدة. حملت القائمة بشدة على الحاجة لإصلاح بعيد المدى للدولة البلجيكية.

### ليتيرم الثاني
في 24 أبريل 2010، سقطت حكومة إيف ليتيرمي (التي حلت محل فان رومبوي مرة أخرى عندما أصبح فان رومبوي رئيسًا للمجلس الأوروبي ) بسبب قضية بروكسل هالي فيلفوردي.

## الانتخابات الفيدرالية لعام 2010 وما بعدها

### تأثير
وجدت دراسة أجريت عام 2019 أن مأزق تشكيل الحكومة لم يضر بالنمو الاقتصادي في بلجيكا.

## روابط خارجية
- (الهولندية) نظرة عامة على الوسطاء والمنسقين ، deredactie.be
- رئيس الوزراء البلجيكي يقدم استقالته تقرير بي بي سي
- موقع fortisgate.wordpress.com على الأزمة المتعلقة بقضية Fortis